# Liman d'Alibeï

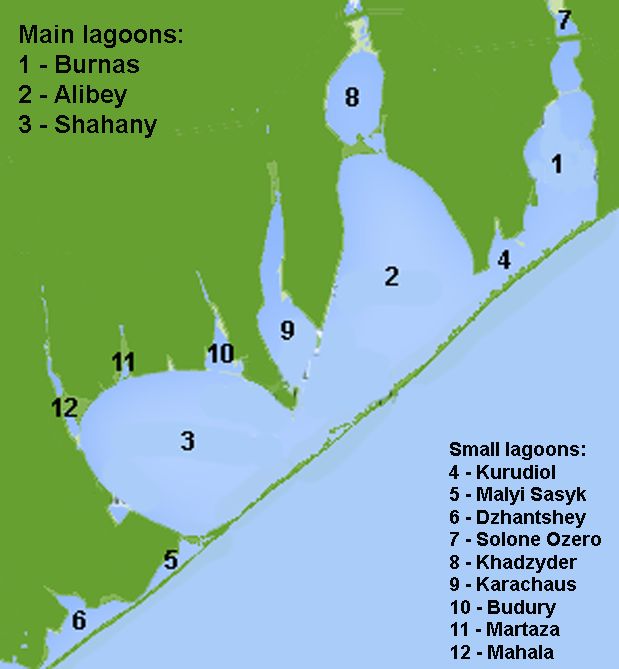
Carte des lagunes de Tuzly

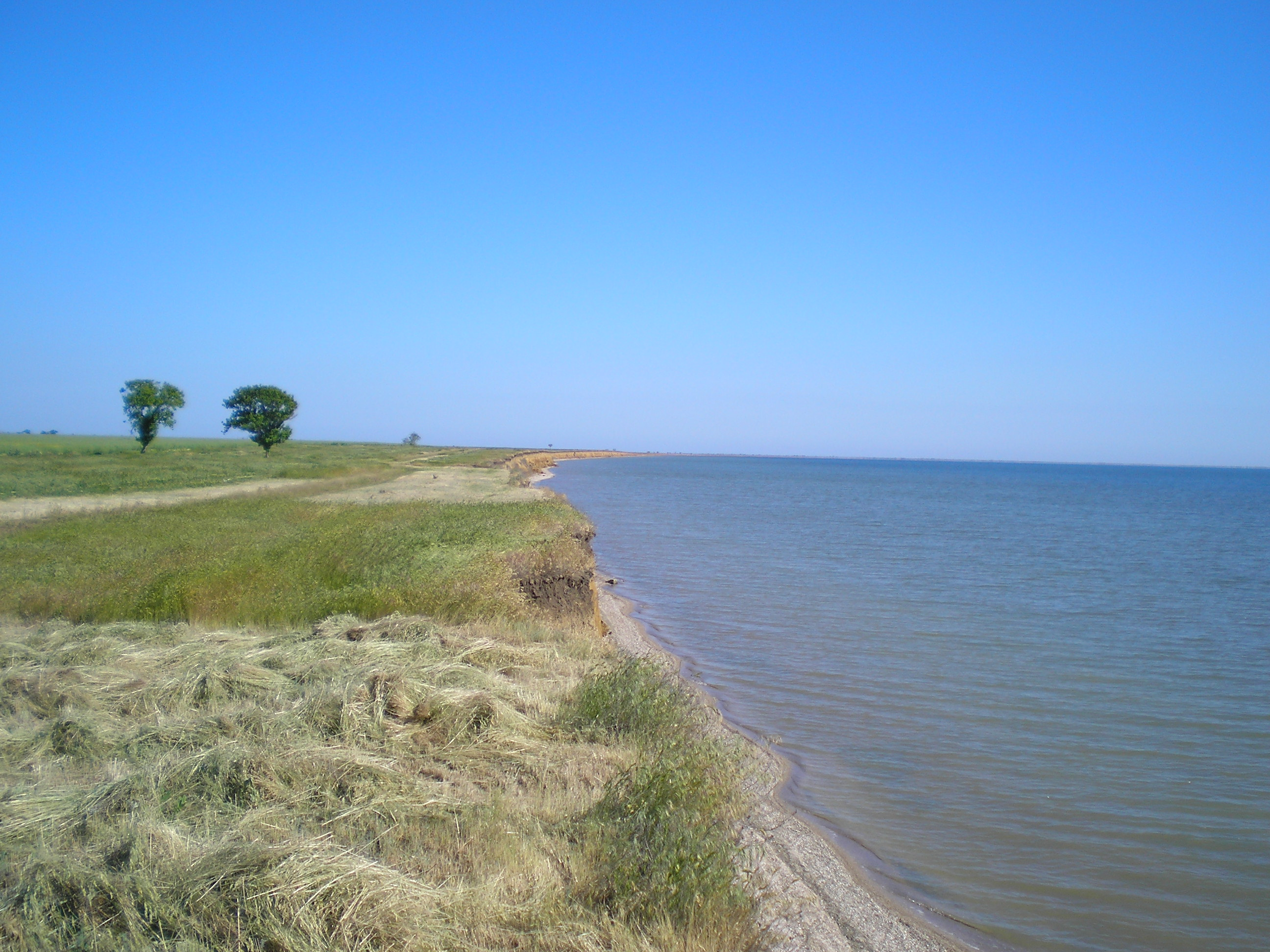
rive Nord du liman d'Alibeï

Le Liman d'Alibey (ukrainien : Алібей, roumain : Limanul Alibei, turc : Alibey Gölü) est une lagune maritime (liman) sur la côte nord de la Mer Noire, dans le Raïon de Tatarbounary de l'Oblast d'Odessa , en Ukraine. Il appartient à l'ensemble des Limans de Tuzly. Ce liman salé est originellement une ancienne embouchure du fleuve Khadjider. Sa longueur est de 15 km, sa largeur de 11 km, sa superficie de 72 km², sa profondeur maximale de 2,5 m.
Un « liman » (du grec médiéval λιμάνι : « abri côtier ») n'est pas un estuaire mais une lagune, séparée de la mer par un cordon littoral, et dans laquelle peuvent se verser (ou non) des cours d'eau. La liman est séparé de la  mer par un banc de sable. Il est connecté à travers le liman de Kurudiol avec le liman de Burnas Lagoon au Sud-Est, avec le liman de Karatchaus et le liman de Chahani au Sud-Ouest. En amont, le fleuve Khadjider alimentait directement le liman, mais à présent la rivière alimente en premier liman de Khadjider, qui est séparé du liman d'Alibey par une digue.

## Sources
- Starushenko L.I., Bushuyev S.G. (2001) Prichernomorskiye limany Odeschiny i ih rybohoziaystvennoye znacheniye. Astroprint, Odessa, 151 pp (en russe)
- Указ Президента України № 1/2010 Про створення національного природного парку « Тузловські лимани »
- « Information Sheet on Ramsar Wetlands — Shagany-Alibei-Burnas Lakes System »(Archive.org • Wikiwix • Archive.is • Google • Que faire ?)